# Gebhard Fürst
Gebhard Fürst (Bietigheim-Bissingen, 2 december 1948) is een Duits geestelijke en bisschop van de Rooms-Katholieke Kerk.
Fürst leerde eerst Grieks en Hebreeuws tijdens de propedeutische vooropleiding van het bisdom Rottenburg-Stuttgart, alvorens hij met de studie theologie in Tübingen begon. Na afronding von zijn studie in Tübingen en Wenen trad hij in 1975 toe tot het priestersemenarie van Rottenburg-Stuttgart. Nadat hij eerst in 1975 tot diaken gewijd was, volgde in 1977 zijn wijding tot priester. Nadat hij zijn dissertatie over Johann Gottfried Herders hermeneutische Theorie der Sprache had geschreven, werd hij door Max Seckler in de fundamentele theologie gepromoveerd. In 1999 werd Fürst benoemd tot kapelaan van Zijne Heiligheid.
Op 7 juli 2000 werd hij door paus Johannes-Paulus II tot bisschop van Rottenburg-Stuttgart benoemd. Op 17 september 2000 werd hij tot bisschop gewijd.